# 雅布龙河畔蒙布谢
雅布龙河畔蒙布谢（法語：Montboucher-sur-Jabron，法語發音：[mɔ̃buʃe syʁ ʒabʁɔ̃]）是法国德龙省的一个市镇，位于该省西南部，属于尼永斯区。

## 地理
雅布龙河畔蒙布谢（44°33'17"N, 4°48'31"E）面积9.8 平方千米，位于法国奥弗涅-罗讷-阿尔卑斯大区德龙省，该省份为法国东南部内陆省份，北起顺时针与伊泽尔省、上阿尔卑斯省、上普罗旺斯阿尔卑斯省、沃克吕兹省和阿尔代什省接壤。
与雅布龙河畔蒙布谢接壤的市镇（或旧市镇、城区）包括：拉巴蒂罗朗、埃斯珀吕什、蒙特利馬爾、皮日龙、索泽。

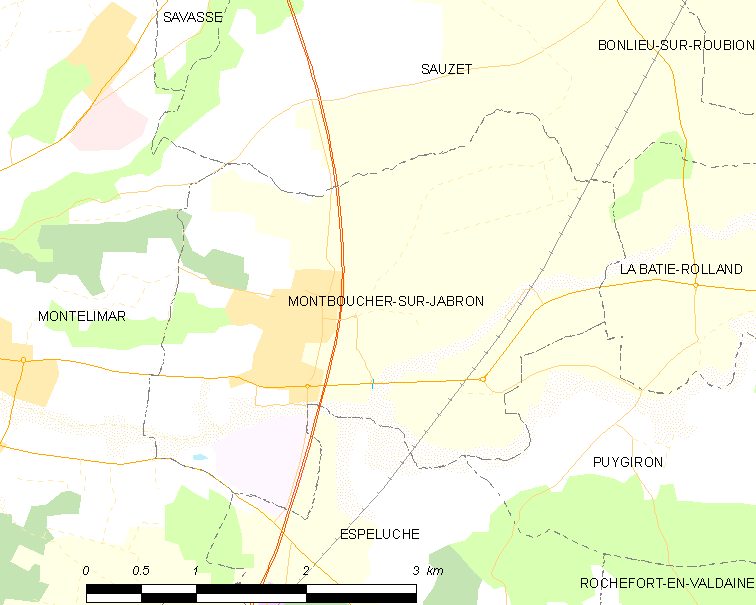
雅布龙河畔蒙布谢的OSM定位图

雅布龙河畔蒙布谢的时区为UTC+01:00、UTC+02:00（夏令时）。

## 行政
雅布龙河畔蒙布谢的邮政编码为26740，INSEE市镇编码为26191。

## 政治
雅布龙河畔蒙布谢所属的省级选区为蒙特利马尔第二县。

## 人口

1962-2008年间雅布龙河畔蒙布谢人口变化图示

雅布龙河畔蒙布谢于2022年1月1日时的人口数量为2559人。